# Бакалово (Одесская область)
Бакалово (укр. Бакалове) — село, относится к Раздельнянскому району Одесской области Украины.
Население по переписи 2001 года составляло 156 человек. Почтовый индекс — 67404. Телефонный код — 4853. Занимает площадь 0,558 км². Код КОАТУУ — 5123985202.

## Местный совет
67420, Одесская обл., Раздельнянский р-н, с. Старостино